# John O. Pastore
John Orlando Pastore (Providence, 17 marzo 1907 – Cranston, 15 luglio 2000) è stato un politico statunitense di origine italiana, eletto senatore e governatore del suo stato, il Rhode Island. Pastore è stato il primo italoamericano a ricoprire entrambe le cariche di senatore e di governatore.

## Biografia
Nato a Providence, capitale dello Stato del Rhode Island, Pastore si laureò in legge alla Northeastern University nel 1931 ed esercitò la professione di avvocato nella città natale.
John Pastore fu eletto alla Camera dei Rappresentanti del Rhode Island nel 1935 e vi rimase fino al 1937. Ricoprì la carica di assistente del procuratore generale dello Stato dal 1937 al 1938 e successivamente dal 1940 al 1944. In quello stesso anno fu eletto vice governatore del Rhode Island. Infine nel 1946 fu eletto governatore del Rhode Island e venne rieletto nel 1948.
Nel 1950 fu eletto al Senato degli Stati Uniti in una speciale elezione tenutasi per sostituire il senatore J. Howard McGrath, che si era dimesso. Pastore fu rieletto alla carica di senatore nel 1952, nel 1958, nel 1964 e nel 1970.
Nel 1976 si ritirò dalla vita politica e visse a Cranston fino alla morte, dovuta ad un'insufficienza renale e avvenuta il 15 luglio del 2000.